# Pontus Henriques
Pontus Herman Henriques, född 1 juli 1852 i Göteborg, död 14 maj 1933,, var en svensk ingenjör och läroboksförfattare. Han var son till religionsläraren Meyer Ruben Henriques samt far till journalisten Elin Brandell och advokaten Emil Henriques.
Henriques studerade vid dåvarande Chalmersska slöjdskolan i Göteborg 1867–1869 samt i Zürich och Dresden 1871–1874. Han var i sachsisk statstjänst till 1877, då han blev lektor i byggnadskonst vid Norrköpings tekniska elementarskola. 1884 blev han överlärare vid Tekniska skolan i Stockholm, 1885 lektor i beskrivande geometri vid Kungliga Tekniska högskolan (KTH) och 1886 lärare i perspektiv vid Konstakademien. Han var 1910–1912 vice professor i perspektivlära vid Konstakademien, lämnade 1911 överlärartjänsten vid Tekniska skolan och blev samma år professor i beskrivande geometri vid KTH samt tog avsked 1917. Han efterträddes 1920 på professuren av Fritz Carlsson.
Henriques gav ut flera mycket använda läroböcker i geometrisk ritning, perspektivlära, skugglära, beskrivande geometri med mera samt ett mycket omfattande verk om KTH:s historia. Under pseudonymen Pontus Horisontus utgav han också Grev Archibald den grymme och de båda olyckliga bröderna Dunkan och Skinkan med illustrationer av Axel Hennix.